# سارا تایت
سارا طایت (انگلیسی: Sarah Tait; ۲۳ ژانویهٔ ۱۹۸۳ – ۳ مارس ۲۰۱۶) ورزشکار روئینگ اهل استرالیا بود.
وی در مسابقات کشوری و بین‌المللی در مجموع برندهٔ ۲ مدال طلا، ۲ مدال نقره، ۱ مدال برنز شده‌است.